# Tetty Yunita
Tetty Yunita (* 10. Dezember 1981) ist eine indonesische Badmintonspielerin. 

## Karriere
Tetty Yunita wurde 2000 und 2001 Fünfte im Damendoppel mit Ninna Ernita bei den Indonesian Open. 2001 und 2003 wurde sie erneut Fünfte im Doppel bei den Thailand Open, diesmal jedoch mit P. Monica an ihrer Seite. Bei den China Open 2004 belegte sie Platz drei im Mixed mit Anggun Nugroho. Ein Jahr später gewannen beide Silber bei den Südostasienspielen.

## Sportliche Erfolge
| Saison | Veranstaltung                         | Disziplin   | Platz | Name                          |
| ------ | ------------------------------------- | ----------- | ----- | ----------------------------- |
| 2000   | Indonesian Open                       | Damendoppel | 5     | Ninna Ernita / Tetty Yunita   |
| 2001   | Indonesian Open                       | Damendoppel | 5     | Ninna Ernita / Tetty Yunita   |
| 2001   | Thailand Open                         | Damendoppel | 5     | Tetty Yunita / P. Monica      |
| 2003   | Thailand Open                         | Damendoppel | 5     | Tetty Yunita / P. Monica      |
| 2004   | China: Internationale Meisterschaften | Mixed       | 3     | Anggun Nugroho / Tetty Yunita |
| 2005   | Südostasienspiele                     | Mixed       | 2     | Anggun Nugroho / Tetty Yunita |
| 2005   | Sudirman Cup                          |             | 2     | Indonesia                     |